# Schollbach (Erding)
Schollbach ist ein Gemeindeteil der Großen Kreisstadt Erding im Landkreis Erding, Oberbayern.

## Lage
Die Einöde liegt rund zwei Kilometer östlich von Erding. Durch den Ort verläuft die Bundesstraße 388.

## Geschichte
Zwischen 1053 und 1078 wird der Ort als Scalpach erstmals urkundlich erwähnt. Das Bestimmungswort des Namens leitet sich vom mittelhochdeutschen Wort schal für „trocken“ ab.
Schollbach gehörte zur Gemeinde Altenerding und wurde mit dieser im Zuge der Gebietsreform in Bayern am 1. Mai 1978 in die Stadt Erding eingegliedert.